# Inazuma Eleven: Orion no Kokuin
Inazuma Eleven: Orion no Kokuin (イナズマイレブン オリオンの刻印 Inazuma Irebun Orion no Kokuin?, "Once Relámpagos: El sello de Orion") es una serie de anime de televisión japonesa de 2018 producida por OLM. Forma parte de la franquicia Inazuma Eleven, es una secuela de Inazuma Eleven: Ares que se transmitió entre abril y septiembre de 2018. Comenzó a transmitirse en TV Tokyo y sus afiliados desde octubre de 2018 hasta septiembre de 2019.

## Trama
Un mes después de la final de FF. Los miembros del equipo de fútbol juvenil de Japón "Inazuma Japón" fueron anunciados en el Festival "Puerta al Mundo", un evento para anunciar a los jugadores del equipo nacional de Japón. Entre ellos estaban los nombres de Inamori Asuto y Haizaki Ryohei y Nosaka Yuma, quienes también compitieron por el campeonato. A medida que se reúnen los jugadores seleccionados de cada escuela, se convoca a un nuevo miembro, Ichihoshi "Mitsuru", quien tiene experiencia jugando en un equipo de un club ruso.
Sin embargo, la presencia de un jugador misterioso el "Discípulo de Orion", interfiere con los partidos usando trucos sucios y provocando conflictos.

## Personajes principales
Inamori Asuto (Sonny Wright): Es un centrocampista y delantero de Inakuni, más tarde se convierte en delantero y capitán temporal de Inakuni Raimon. Asuto al recibir una carta de su difunta madre, se revelaba que originalmente vivía en Tokio junto con su madre y su padre, el cual era jugador de fútbol profesional. Sin embargo, su madre decidió mudarse a Inakunijima debido a la enfermedad que tenía mientras que su padre se mudó a otro lugar para continuar con su carrera. Su madre no le contó nada sobre su padre, porque tenía miedo de que Asuto odiara a su padre y al fútbol, por lo que decidió contarle que su padre murió en un accidente.

Ichihoshi Hikaru (Lucas Star): Es un centrocampista de Inazuma Japón, más tarde de Kinuns Cho y Outei Tsukinomiya. Anteriormente pertenecía a un equipo de fútbol de rusia antes de venir a Japón. Más tarde se reveló que debido a un trágico accidente, padeció un trastorno de identidad disociativo (TID), teniendo una personalidad disociada basada en su hermano fallecido, Mitsuru.

## Elenco
- Ayumu Murase como Inamori Asuto (Sonny Wright)
- Nojima Hirofumi como Gouenji Shuuya (Axel Blaze)
- Kamiya Hiroshi como Haizaki Ryouhei (Eliot Ember)
- Hiroyuki Yoshino como Kidou Yuuto (Jude Sharp)
- Fukuyama Jun como Nosaka Yuuma (Heath Moore)
- Takeuchi Junko como Endou Mamoru (Mark Evans)
- Suzumura Kenichi como Nishikage Seiya (Duske Grayling)
- Miyake Kenta como Iwato Takashi (Cliff Parker)
- Miyano Mamoru como Fubuki Shirou/Atsuya (Shawn/Aiden Froste)
- Takahashi Rie como Sakanoue Noboru (Billy Miller)
- Shunsuke Takeuchi como Goujin Tetsunosuke (Adriano Donati)
- Sōma Saitō como Hiura Kirina (Valentin Eisner)
- Mizushima Takahiro como Kiyama Tatsuya (Hunter Foster)
- Sakurai Takahiro como Mansaku Yuuichirou (Trevor Cook)
- Hikida Takashi como Saginuma Osamu (Dave Quagmire)
- Tomohiro Oomachi como Ichihoshi Mitsuru/Hikaru (Philip/Lucas Star)
- Toshiki Masuda como Kira Hiroto (Xavier Schiller)
- Yuichi Nakamura como Zhao Jinyun (Señor Yi)
- Yuka Nishigaki como Kazemaru Ichirouta (Nathan Swift)
- Yuki Kaji como Fudou Akio (Caleb Stonewall)

## Música
- Opening 1: "Butai wa Dekkai Hou ga Ii! (舞台はデッカイほうがいい！)" de Pugcat's (Del ep 1 al ep 21)
- Opening 2: "Chikyuu wo Kick! (地球をキック！)" de Pugcat's (Del ep 22 al ep 49)
- Ending 1: "Suisei Girls (彗星ガールズ, Suisei Gaaruzu)" de Alom (Del ep 1 al ep 21)
- Ending 2: "Summer Zombie (サマーゾンビ)" de Alom (Del ep 22 al 36)
- Ending 3: "Ashita e no Bye Bye (明日あしたへのBye Bye)" de Urashimasakatasen (Del ep 37 al ep 49)[3]